# Прапор Антрацитівського району
Пра́пор Антраци́тівського райо́ну — офіційний символ Антрацитівського району Луганської області, затверджений 23 лютого 2000 року рішенням сесії Антрацитівської районної ради. 14 червня та 27 серпня 2008 року було внесено зміни.

## Опис
Прапор являє собою прямокутне полотнище зі співвідношенням сторін 2:3, що розділене горизонтально на дві рівновеликі смуги — малинову та зелену. У центрі прапора розташовано герб району, що виглядає як щит, в центрі якого — золоте колесо з вісьмома спицями. Нижче розміщено три восьмикінцеві золоті зірки з чорним наповненням, що рівновіддалені від центра щита.